# Dick Giordano
Dick Giordano, född 20 juli 1932 i New York, död 27 mars 2010 i Ormond Beach, Florida, var en amerikansk serietecknare. Han arbetade bland annat med Batman tillsammans med Neal Adams, och tecknade även Modesty Blaise och Fantomen.